# Маричић
Маричић је српско и хрватско презиме. Може се односити на следеће особе:
- Александар Маричић (1979), српски књижевник
- Андреја Маричић (1959–2021), српски глумац
- Вељко Маричић (1907–1973), хрватски глумац
- Данило Маричић (1927–2009), хрватски и југословенски филмски и позоришни глумац
- Душан Маричић (1970), бивши српски официр МУП-а и бивши комадант ЈСО
- Ђуро Маричић (1934–2018), српски књижевник
- Живан Маричић (1911–1943), учесник Народноослободилачке борбе
- Јана Маричић (1984), српска позоришна редитељка
- Јован Маричић (1929–2020), православни архимандрид
- Миленко Маричић (1928–2002), српски и југословенски позоришни и телевизијски редитељ
- Наташа Маричић, хрватска глумица
- Ненад Маричић (1979), српски филмски и позоришни глумац
- Раде Маричић (1996), српски позоришни и телевизијски глумац